# Ультрамен (телесериал)
«Ультрамен» (яп. ウルトラマン Урутораман) — японский супергеройский телесериал, сочетающий в себе жанры токусацу и кайдзю. Создан Эйдзи Цубурайей в 1966 году и является продолжением, но не сиквелом или спин-оффом кайдзю-сериала Ultra Q. Состоит из 39 серий (40, если считать специальный пред-релизный выпуск), демонстрировавшихся на японском телевидении с 17 июля 1966 года по 9 апреля 1967 года.
Хотя «Ультрамен» первый сериал, в котором появляется заглавный персонаж — Ультрамен, это вторая часть мультимедийной серии, продолжение Ultra Q. «Ультрамен» и его заглавный персонаж стали заметным явление в поп-культуре Японии, породив множество сиквелов, спин-оффов, подражаний и пародий. С 1966 по 1987 год сувениров с Ультраменом было продано на 7,4 млрд долларов, что сделало его третьим в мире продаваемым лицензированным персонажем к 1980-м, в основном из-за его популярности в Азии.

## Сюжет
Научный патруль стоит на защите Земли от гигантских монстров и инопланетян. Для этого они используют самую передовую доступную технику, но когда её силы не хватает один из членов патруля - Хаята - использует инопланетный костюм-симбиот, чтобы на время превратиться в гигантского героя —Ультрамена. Впрочем, Хаята старается сохранить информацию о своих превращениях в тайне от своих коллег.